# Francisco de Quevedo
Francisco Gómez de Quevedo y Santibáñez Villegas (Madrid, 14 de setembre de 1580 - Villanueva de los Infantes, 8 de setembre de 1645) fou un poeta i prosista del barroc espanyol, i membre de la noblesa, de l'època del Siglo de Oro. Va ser un dels poetes espanyols més importants de la seva època amb el seu rival Luis de Góngora. Era famós per conrear el corrent anomenat conceptisme, basat en els jocs d'enginy i la complicació del missatge a partir del doble sentit, que s'oposava clarament al culteranisme de Góngora.

## Biografia
Quevedo va néixer el 14 de setembre de 1580 a Madrid al si d'una família d'hidalgos de la vila de Vejorís, situada a la regió muntanyosa del nord de Cantàbria. La seva família baixava de la noblesa castellana.
El pare de Quevedo, Francisco Gómez de Quevedo, va ser secretari de Maria d'Espanya, filla de l'emperador Carles V i esposa de Maximilià II, emperador del Sacre Imperi Romanogermànic, i la seva mare, la madrilenya María de Santibáñez, va ser dama de companyia de la reina. Quevedo va madurar envoltat de dignataris i noblesa a la cort reial. Intel·lectualment dotat, Quevedo estava físicament discapacitat amb un peu equinovar i miopia. Com sempre portava pinçanàs, el seu nom en plural, quevedos, va passar a significar "pinçanàs" en la llengua espanyola.
Orfe als sis anys, va poder assistir al Col·legi Imperial dirigit pels jesuïtes a Madrid. Després va assistir a la universitat a Alcalá de Henares de 1596 a 1600. Segons explica, va fer estudis independents de filosofia, llengües clàssiques, àrab, hebreu, francès i italià.
El 1601, Quevedo, com a membre de la Cort, es va traslladar a Valladolid, on la Cort havia estat traslladada pel ministre del Rei, el Duc de Lerma. Allí va estudiar teologia, matèria que esdevindria un interès de tota la vida, i sobre la qual més tard compondria el tractat Providencia de Dios (Providència de Déu) contra l'ateisme.
En aquesta època, ja es feia notar com a poeta i prosista. Algunes de les seves poesies van ser recollides en una antologia generacional del 1605 per Pedro Espinosa titulada Flores de Poetas Ilustres.
També podem datar d'aquesta època el primer esborrany de la seva novel·la picaresca El Buscón -segons sembla escrita com un exercici d'enginy cortesà- i uns quants pamflets satírics que el van fer famós entre els seus companys d'estudis i que més tard repudiaria com entremaliadures juvenils.
Per aquesta època, va iniciar un intercanvi epistolar molt erudit amb l'humanista Justus Lipsius, en què Quevedo deplorava les guerres que assolaven Europa. La Cort va tornar a Madrid el 1606, i Quevedo la va seguir, romanent fins al 1611. Aleshores, ja era un conegut i consumat home de lletres. Es va fer amic de Miguel de Cervantes i de Lope de Vega, lo principal dramaturg de l'epòca, i en va rebre els elogis.

### Enemics
Entre els enemics de Quevedo hi havia, entre d'altres, el dramaturg Juan Ruiz de Alarcón, ja que, malgrat els seus propis impediments físics, Quevedo trobava divertit el físic pèl-roig i geperut d'Alarcón. Quevedo també va atacar Juan Pérez de Montalbán, fill d'un llibreter amb qui s'havia barallat, satiritzant-lo a La Perinola, peça que va incloure al seu llibre Para todos. El 1608, Quevedo es va batre a dol amb l'escriptor i mestre d'esgrima Luis Pacheco de Narváez arran que Quevedo critiqués una obra de Pacheco. Quevedo va treure el barret a Pacheco en el primer duel. Al Buscón de Quevedo, aquest duel va ser parodiat amb un esgrimista que, basant-se en càlculs matemàtics, va haver de fugir d'un duel amb un soldat experimentat.
Quevedo podia ser impulsiu. Era present a l'església de Sant Martí de Madrid quan una dona que resava allà va ser bufetejada a la galta per un altre home que s'hi havia acostat. Quevedo va agafar l'home i el va arrossegar fora de l'església. Els dos homes van treure les espases i Quevedo va travessar al seu oponent. L'home, que va morir de les ferides temps després, era algú important. Quevedo es va retirar així temporalment al palau del seu amic i mecenes, Pedro Téllez-Girón, III Duc d'Osuna.
Tot i això, l'objecte preferit de la seva fúria i ridiculització va ser el poeta Góngora, a qui, en una sèrie de sàtires despiadades, va acusar de ser un sacerdot indigne, homosexual, jugador i escriptor de versos indecents que utilitzava un llenguatge deliberadament fosc. Quevedo es va burlar del seu rival escrivint un sonet, Aguja de navegar cultos, que enumerava paraules del lèxic de Góngora: "Qui vulgui ser poeta culte en un sol dia, / ha d'aprendre el següent argot: / Fulgores, arrogar, joven, presiente / candor, construye, métrica, armonía...".
Quevedo va satiritzar el físic de Góngora, especialment el seu prominent nas, al sonet A una nariz, (A un nas). Comença amb els versos: Érase un hombre a una nariz pegado, / érase una nariz superlativa, / érase una nariz sayón y escriba, / érase un peje espada muy barbado. (Hi havia un home enganxat a un nas, / hi havia un nas superlatiu, / hi havia un nas saió i escrigui, / hi havia un peix espasa barbat).

### Relacions amb el Duc d'Osuna
Per aquesta època, Quevedo es va fer molt amic de Pedro Téllez-Girón, III Duc d'Osuna, un dels grans estadistes i generals de l'època, a qui va acompanyar com a secretari a Itàlia el 1613, realitzant per a ell diverses missions que el van portar a Niça, Venècia i finalment de tornada a Madrid. Allà es va dedicar a tot tipus d'intrigues cortesanes per aconseguir el virregnat del Regne de Nàpols per a Osuna, esforç que finalment va donar els seus fruits el 1616. Va tornar llavors a Itàlia en el seguici del Duc, on se li va encomanar posar en ordre les finances del Virregnat, i se li va enviar en diverses missions d'espionatge a la rival República de Venècia, encara que ara es creu que aquestes no l'implicaven personalment. Va ser recompensat pels seus esforços amb el títol de cavaller de l'orde de Santiago el 1618.

### Exili temporal i jubilació
Amb la caiguda en desgràcia d'Osuna el 1620, Quevedo va perdre el seu mecenes i protector i va ser bandejat a Torre de Juan Abad (Ciudad Real), el feu del qual li havia comprat la seva mare. Els seus suposats vassalls, no obstant, es van negar a reconèixer-lo, cosa que va obligar Quevedo a una interminable batalla legal amb l'ajuntament de la ciutat que no es guanyaria fins després de la seva mort.

Quevedo escriuria algunes de les seves millors poesies en aquesta jubilació, com el sonet Retirado a la paz de estos desiertos... or Son las torres de Joray.... Va trobar consol a les seves fracassades ambicions com a cortesà a l'estoïcisme de Sèneca, l'estudi del qual i comentari el va convertir en un dels principals exponents del neoestoïcisme espanyol.

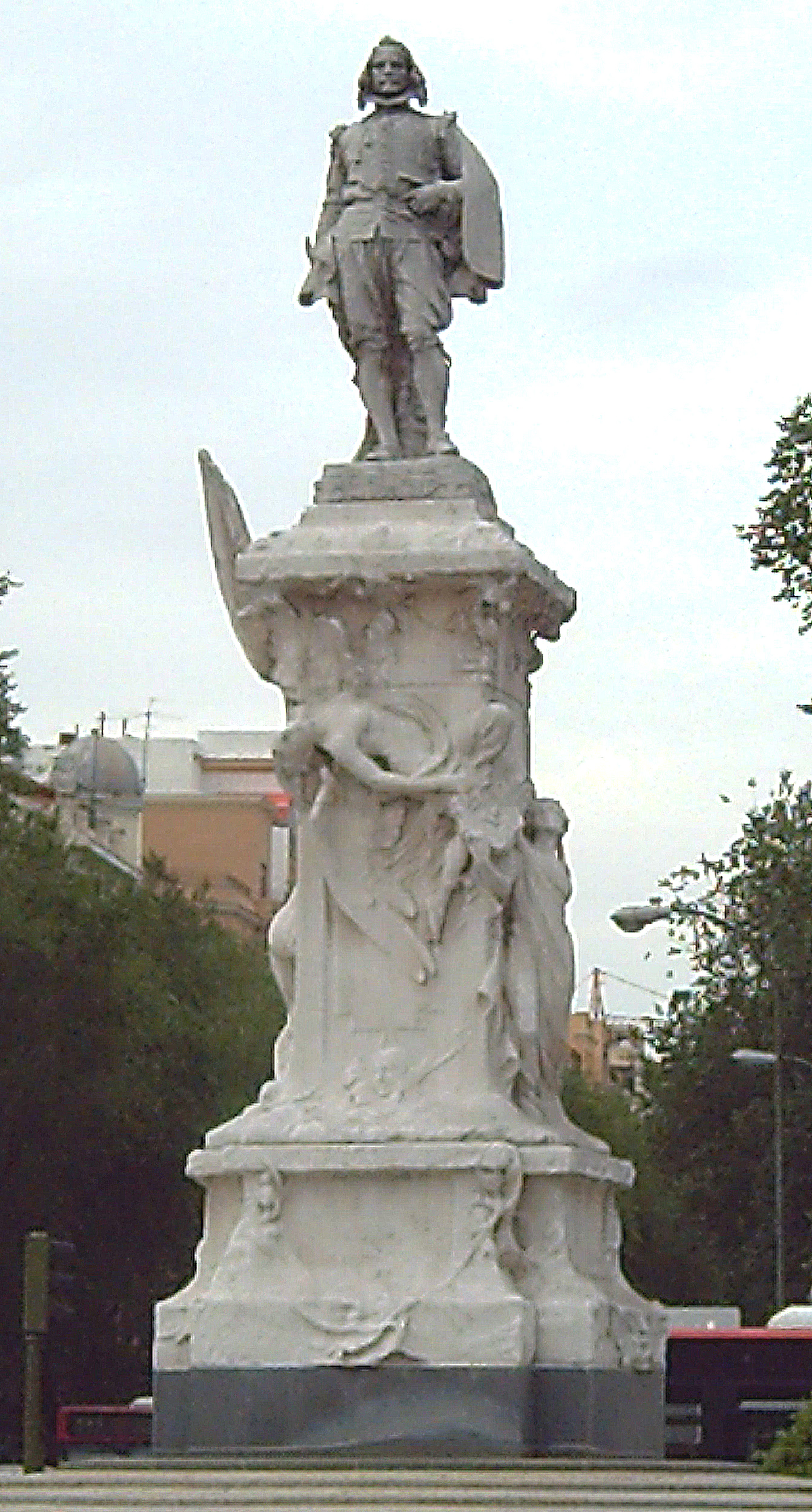
Monument a Quevedo a Madrid (Agustí Querol, 1902).

La pujada al tron de Felip IV el 1621 va suposar la fi de l'exili de Quevedo, i la seva tornada a la Cort i la política, ara sota la influència del nou ministre, el Comte-Duc d'Olivares. Quevedo va acompanyar el jove rei en els viatges a Andalusia i Aragó, relatant alguns dels seus diversos incidents en interessants cartes.
En aquesta època va decidir denunciar davant de la Inquisició espanyola les seves pròpies obres, publicades sense el seu consentiment per llibreters aprofitats. Era una maniobra per espantar els llibreters i recuperar el control sobre els seus escrits, amb vista a una edició definitiva de la seva obra que no arribaria en vida.
Es va fer conegut pel seu estil de vida desordenat: era un fumador compulsiu, un visitant freqüent de bordells i tavernes, i cohabitava amb una dona només coneguda com a Ledesma. Góngora se'n va burlar com a borratxo en un poema satíric com Don Francisco de Quebebo (un joc de paraules amb el seu nom que es pot traduir aproximadament com Don Francisco de Què bec).
Res d'això va frenar la seva carrera a la cort, potser perquè el rei tenia una reputació igualment escandalosa. De fet, el 1632 es convertiria en secretari del rei, arribant així al cim de la seva carrera política.
El seu amic Antonio Juan de la Cerda, el duc de Medinaceli, va obligar Quevedo a casar-se contra la seva voluntat amb la senyora Esperanza de Aragón, una vídua amb fills. El matrimoni, realitzat el 1634, amb prou feines va durar tres mesos. Quevedo va omplir aquests anys amb una febril activitat creativa.
El 1634 va publicar La cuna y la sepultura i la traducció de La introducción a la vida devota de Francesc de Sales; entre 1633 i 1635 va completar obres com De los remedios de cualquier fortuna, l'Epicteto, Virtud Militante, Los cuatro fantasmas, la segona part de Política de Dios, Visita y anatomía de la cabeza del cardenal Richelieu del cardenal Richelieu o Carta a Lluís XIII.

### Arrest i exili
El 1639, va ser arrestat i els seus llibres van ser confiscats. Les autoritats, gairebé sense donar temps a Quevedo a vestir-se, van portar el poeta al convent de Sant Marc a Lleó. Al monestir, Quevedo es va dedicar a la lectura, com explica a la seva Carta moral e instructiva, escrita al seu amic Adam de la Parra, en què descriu hora a hora la seva vida carcerària ("De deu a onze, passo el temps a l'oració i les devocions, i d'onze al migdia llegeixo els bons i mals autors, perquè no hi ha llibre, per menyspreable que sigui, que no contingui alguna cosa bona...").
Quevedo, que estava fràgil i molt malalt quan va sortir del seu tancament el 1643, va renunciar definitivament a la cort reial per retirar-se a Torre de Juan Abad. Va morir al convent dominic de Villanueva de los Infantes, el 8 de setembre de 1645. Un relat explica que la seva tomba va ser saquejada dies després per un cavaller que desitjava tenir les esperones d'or amb què Quevedo havia estat enterrat.

## Quevedo i els catalans
Pel seu paper de fidel del comte d'Olivares, Quevedo va prendre clarament posicions contra la política catalana de la seva època, sobretot al final de la seva vida. Així alguns autors i crítics han considerat que era anticatalanista, arran de frases com: En tanto que en Cataluña quedase algun solo catalán, y piedras en los campos desiertos, hemos de tener enemigo y guerra.. Per la seva defensa alguns altres argumenten que aquesta frase pertany a la seva darrera obra, La rebelión de Barcelona ni es por el güevo ni es por el fuero, que va escriure des de la presó per complaure Felipe IV i el Comte Duc d'Olivares, a fi d'adular-los i que l'alliberessin. També es poden trobar algunes altres frases referides als catalans, com ara al Buscón com aquesta que diu: El catalán era la criatura más triste y miserable que diós crió, ara bé segons alguns crítics quan escriu "el catalán" no es refereix a un ús en abstracte o col·lectiu ("els catalans") sinó en concret a un personatge específic de l'obra, que era català i que era molt trist.
- Una altra frase exemplar contra els catalans: “Son los catalanes el ladrón de tres manos, que para robar en las iglesias, hincado de rodillas, juntaba con la izquierda otra de palo, y en tanto que viéndole puestas las dos manos, le juzgaban devoto, robaba con la derecha”.[10]

## Obra

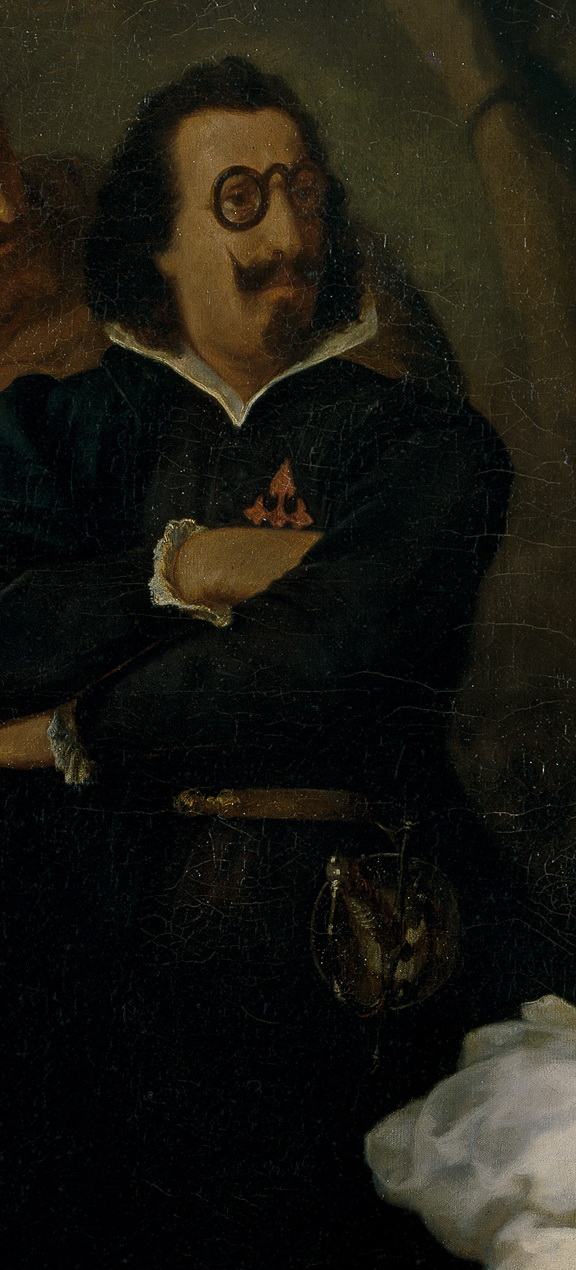
Quevedo, extret de Luter: Un somni de l'infern de Quevedo pel pintor català Francesc Sans i Cabot.

### Obres literàries
- Sueños y discursos: escrits breus on es burla de diverses professions i costums, especialment dels metges.
- El Buscón: novel·la picaresca on el protagonista intenta pujar de classe social, predomina l'animalització. (F. de Quevedo, El Buscón, Madrid: Castalia, 1990, p. 214)
- La hora de todos y la Fortuna con seso: obra satírica.
- Amor constante más allá de la muerte (possiblement el seu sonet més conegut).
- A una nariz sonet satíric parodiant Luis de Góngora.

### Obres polítiques
- La rebelión de Barcelona ni es por el güevo ni es por el fuero. 1641, pamflet contra la revolta catalana de 1640: Son los catalanes aborto monstruoso de la política. Libres con señor; por esto el Conde de Barcelona no es dignidad, sino vocablo y voz desnuda. Tienen príncipe como el cuerpo alma para vivir; y como éste alega contra la razón apetitos y vicios, aquellos contra la razón de su señor..."

Encara que també és veritat que quan la va escriure, el 1641, duia ja dos mesos agonitzant a la humida i fosca presó de San Marc, i sent ancià, malalt i mig cec, va poder perdre completament la seva dignitat per intentar aconseguir que Olivares i el rei Felip IV el deixessin lliure, almenys per no morir sense veure la llum del dia, i que per això ataqués als qui creia enemics del rei, a fi d'adular-lo. Per aquesta raó, cal admetre certa ambigüitat en la interpretació de l'obra.